# انصار ارسلان
انصار ارسلان (انگلیسی: Ensar Arslan؛ زادهٔ ۱ اوت ۲۰۰۱) بازیکن فوتبال اهل آلمان است.
از باشگاه‌هایی که در آن بازی کرده‌است می‌توان به باشگاه فوتبال دارمشتات ۹۸ اشاره کرد.